# اقیانوسیه
اُقیانوسیه (به انگلیسی: Oceania) یکی از قاره‌های جهان است که گروه‌های گوناگونی از جزیره‌های اقیانوس آرام را دربر می‌گیرد. اقیانوسیه، کوچک‌ترین قاره از دیدگاه مساحت خشکی و کم‌جمعیت‌ترین قاره پس از قارهٔ جنوبگان می‌باشد. گروه‌های جزیره‌ای اقیانوسیه از دیدگاه قوم‌شناسی شامل چهار گروه استرالزی (استرالیا و نیوزیلند)، پُلی‌نِزی، مِلانزی و میکرونزی می‌شوند.
اقیانوسیه در تعریف غیر دقیق قدیم‌تر خود نامی جمعی برای جزایر پراکنده در سراسر اقیانوس آرام، یعنی کل منطقه جزیره‌ای بین آسیا و قاره آمریکا بود.
اقیانوسیه، در محدودترین معنای امروزی خود، شامل بیش از ده‌هزار جزیره است که مساحت کل خشکی آن‌ها (به استثنای استرالیا، اما شامل پاپوآ گینه نو و نیوزلند) تقریباً ۸۲۲۸۰۰ کیلومتر مربع است.
تا ۳۳۰۰۰ سال پیش هیچ انسانی در منطقه اقیانوسیه زندگی نمی‌کرد، مگر در استرالیا. اگرچه دانشمندان در مورد جزئیات اختلاف نظر دارند، اما عموماً از نظریه‌ای حمایت می‌کنند که منشأ مردم جزایر اقیانوسیه را در آسیای جنوب شرقی می‌داند. تا سال ۲۰۰۰ حدود ۱۲ میلیون جزیره‌نشین در اقیانوسیه (به استثنای استرالیا) زندگی می‌کردند.

## محدوده
اقیانوسیه یک مفهوم جغرافیایی و گاه ژئوپلیتیک است. اقیانوسیه، یکی از هشت بومگاه بر روی کره زمین به‌شمار می‌آید.
نیوزلند، گینه نو و کشور استرالیا بخشی از قاره اقیانوسیه به‌شمار می‌آیند. شبه جزیرهٔ مالایا نیز گاه بخشی از اقیانوسیه نامیده شده است.
از دیدگاه تقسیمات کشوری، برخی استان‌های اندونزی و تیمور شرقی، هم به آسیا و هم به اقیانوسیه، تعلق دارند. استان پاپوآ و پاپوآی غربی در کشور اندونزی، بخشی از اقیانوسیه هستند. جزیره تیمور نیز (که از تیمور شرقی و استان تیمور غربی اندونزی تشکیل شده) به همراه جزایر ملوک و ملوک شمالی اندونزی هم، بخشی از آسیا و هم، بخشی از اقیانوسیه شمرده می‌شوند.

## جغرافیا
بزرگ‌ترین جزء اقیانوسیه استرالیا است که آن را نه به عنوان یک جزیره بلکه گاه به عنوان یک قاره به‌شمار می‌آورند. بزرگ‌ترین توده خشکی بعدی در اقیانوسیه، گینه نو، دومین جزیره بزرگ جهان (پس از گرینلند)، است. گینه نو بزرگ‌ترین جزء ملانزی است.
بزرگ‌ترین جزایر بعدی در اقیانوسیه جزایر جنوبی و شمالی نیوزیلند هستند که بزرگ‌ترین جزء پلی‌نزی به‌شمار می‌آیند.
اقیانوسیه را می‌توان از نظر جنس ساخت خشکی‌ها به سه گونه از مجمع‌الجزایر تقسیم کرد:جزایر قاره‌ای، جزایر آتشفشانی و جزایر مرجانی. جزایر در هر گروه به شیوه‌های گوناگونی شکل گرفته و از مواد مختلفی ساخته شده‌اند. جزایر قاره‌ای دارای ویژگی‌های فیزیکی متنوعی هستند در حالی که جزایر آتشفشانی و مرجانی از نظر جغرافیای فیزیکی نسبتاً یکنواخت‌اند.
استرالیا، نیوزلند و گینه نو جزایر قاره‌ای هستند. این سه منطقه برخی از ویژگی‌های فیزیکی مشترک دارند. هر سه دارای رشته‌کوه یا بلندی‌هایی هستند (محدوده تقسیم بزرگ در استرالیا. فلات آتشفشانی جزیره شمالی و آلپ جنوبی در نیوزیلند؛ و ارتفاعات در گینه نو). این ارتفاعات کوه‌های چین‌خورده‌ای هستند که وقتی صفحات تکتونیکی به یکدیگر فشار می‌آورند تشکیل می‌شوند. نیوزلند و گینه نو نیز به دلیل فعالیت‌های زمین‌ساختی دارای ویژگی‌های آتشفشانی هستند.
صحرای استرالیا (معروف به آوت‌بَک) بر بیشتر خاک این کشور تسلط دارد. وجود این بیابان نتیجه موقعیت آن در امتداد مدار راس‌جدی و نزدیکی به بادهای خنک، خشک و جنوبی است. یخچال‌های طبیعی نیوزلند نتیجه ارتفاع زیاد جزایر و نزدیکی آن به بادهای خنک و مرطوب است. جنگل‌های بارانی پاپوآ گینه نو نتیجه ارتفاع زیاد جزیره، مجاورت با بادهای گرمسیری مرطوب و موقعیت آن دقیقاً در زیر خط استوای گرم است.
جزایر آتشفشانی اقیانوسیه در اثر فوران‌های آتشفشانی ایجاد شده‌اند. این فوران‌ها در زیر آب شروع می‌شوند، زمانی که ماگمای داغ توسط اقیانوس سرد و سخت می‌شود، با گذشت زمان جزایری با قله مرکزی شیب‌دار شکل می‌گیرند. منطقه ملانزی شامل جزایر آتشفشانی زیادی است زیرا بخش بزرگی از حلقه آتش اقیانوس آرام را تشکیل می‌دهند. این حلقه، مجموعه‌ای از آتشفشان‌ها در پیرامون مرز اقیانوس آرام است. این بخش از حلقه آتش در مرز صفحه اقیانوس آرام و صفحه استرالیا قرار دارد. این یک مرز صفحه همگرا است که در آن دو صفحه به سمت یکدیگر حرکت می‌کنند. کوه‌های آتشفشانی مهم در ملانزی شامل کوه تومانیوی در فیجی؛ کوه لامینگتون در پاپوآ گینه نو؛ و کوه یاسور در وانواتو است.

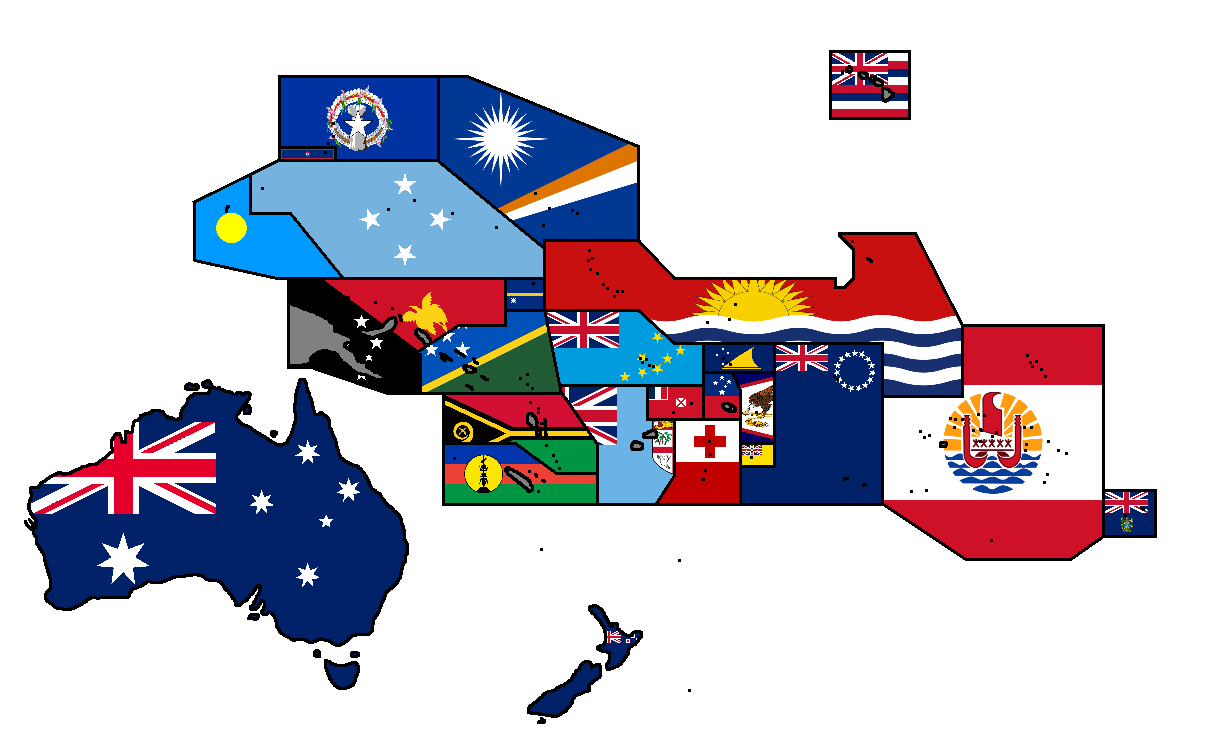
کشورهای اقیانوسیه

جزایر مرجانی از اسکلت و بدن موجودات دریایی کوچک به نام مرجان ساخته شده‌اند. گاهی اوقات جزایر مرجانی به سختی به سطح دریا می‌رسند. آنها اغلب به شکل یک حلقه نامنظم از جزایر بسیار کوچک به نام آب‌سنگ هستند که یک تالاب را احاطه کرده‌اند. هنگامی که یک رشته صخره مرجانی در اطراف یک جزیره آتشفشانی جمع می‌شود، آب‌سنگ تشکیل می‌شود. پس از آن جزیره آتشفشانی فرسایش می‌یابد و یک تالاب از آن باقی می‌ماند. آب‌سنگ‌ها را معمولاً به عنوان یک جزیره درنظر می‌گیرند، هرچند که از مجموعه‌ای از خشکی‌های مرجانی پرشمار تشکیل شده باشد. مناطق جزیره‌ای میکرونزی و پلی‌نزی تحت سلطه این جزایر کم ارتفاع هستند. برای نمونه، جزیره مرجانی کواجالین در جزایر مارشال از ۹۷ جزیره و جزیره تشکیل شده است که یکی از بزرگ‌ترین تالاب‌های جهان را احاطه کرده‌اند و مساحتی معادل ۲۱۷۳ کیلومتر مربع را پوشش می‌دهند. کشور کیریباتی متشکل از ۳۲ آب‌سنگ و یک جزیره منفرد است که در ۳٫۵ میلیون کیلومتر مربع از اقیانوس آرام پراکنده شده‌اند.

## ناحیه‌ها
| استرالزی |  | استرالزی ناحیه‌ای است که شامل استرالیا و نیوزیلند (و گاه گینه نو)، و جزایر همسایه آن‌ها در اقیانوس آرام می‌شود. بیشتر استرالزی از نظر زمین‌شناختی بر روی صفحه زمین‌ساختی هندواسترالیایی واقع شده است. بسیاری از سازمان‌ها و نهادها که نام‌هایی چون «انجمن سلطنتی استرالزیایی …» دارند منظورشان از واژه استرالزی جمع دو کشور استرالیا و نیوزیلند است. در قدیم در برخی مسابقات جهانی ورزشی از واژه استرالزی برای اشاره به گروه شرکت‌کننده از استرالیا و نیوزیلند نیز استفاده می‌شد. |
| ملانزی   |  | مِلانِزی نام ناحیه‌ای است که از کناره غربی اقیانوس آرام شرقی تا دریای آرافورا در شمال و شمال شرقی استرالیا ادامه دارد. نام ملانزی که از دو واژه یونانی مِلاس (μέλας) (سیاه) و ندوس (νῆσος) (جزیره) تشکیل شده نخستین بار در سال ۱۸۳۲ توسط ژول دومون دورویل برای تعریف تمایز جغرافیایی و قومی این گروه از جزایر نسبت به جزایر پلی‌نزی و میکرونزی استفاده شد زیرا مردم این جزایر تیره‌پوست‌تر از دیگر نواحی اقیانوسیه هستند. ملانزی شامل فیجی، وانواتو، جزایر سلیمان، کالدونیای جدید، پاپوآ گینه نو، استان پاپوآی اندونزی، مجمع‌الجزایر بیسمارک، جزایر ملوک، و جزایر تنگه تورس می‌شود.                                                                                               |
| میکرونزی |  | میکرونِزی یکی از سه مجمع‌الجزایر بزرگ اقیانوس آرام و از مناطق قارهٔ اقیانوسیه است. میکرونزی از سوی غرب به فیلیپین، از جنوب غرب به اندونزی، پاپوآ گینه نو و ملانزی، و از سمت شرق و جنوب شرق به پلی‌نزی محدود می‌شود. نام میکرونزی از زبان یونانی گرفته شده و به معنی جزایر ریز است. این نام نخستین بار در سال ۱۸۳۱ از سوی ژول دومون دورویل پیشنهاد شد. بخش بزرگی از این منطقه از قدیم تحت سلطه اروپاییان درآمد. گوام، جزایر ماریانای شمالی و جزایر کارولین (که بعداً به ایالات فدرال میکرونزی و پالائو تقسیم شد) در آغاز تحت استعمار اسپانیایی‌ها درآمد. تسلط کامل اروپاییان بر این منطقه اما در پایان سده نوزدهم انجام شد. میکرونزی شامل صدها جزیره کوچک در اقیانوس آرام می‌شود. |
| پلی‌نزی   |  | پُلی‌نِزی نام گروهی از ۱۰۰۰ جزیره در اقیانوس آرام است. این جزایر بخشی از قاره اقیانوسیه به‌شمار می‌آیند. جزایر پلی‌نزی در میان سه‌گوشی قرار گرفته‌اند که یک سر آن هاوایی، یک سر آن نیوزلند و سر دیگر آن جزیره ایستر است. مهم‌ترین دسته‌جزایر پلی‌نزی فیجی، ساموآ، تونگا، جزایر مارکیز و پلی‌نزی فرانسه نام دارند. معروفترین جزیره‌های پلی‌نزی هاوایی و ساموآ هستند. از جزیره‌های میان استرالیا و آمریکا گروه غربی ملانزی (به معنی جزیره‌های سیاه) و گروه شرقی پلی‌نزی (به معنی جزیره‌های پرشمار) خوانده می‌شوند و میان آن‌ها بسیاری جزیره‌های کوچک وجود دارند که با همدیگر میکرونزی (جزایر ریز) نام گرفته‌اند. گاه برخی از جزیره‌های پلی‌نزی را بخشی از ملانزی هم به‌شمار آورده‌اند.               |

## نقشه سیاسی
بخش‌بندی و تعریف مناطق اقیانوسیه در منابع گوناگون متفاوتند. بخش‌بندی در نقشهٔ زیر بر پایهٔ ناحیه‌بندی سازمان ملل انجام شده است.

## کشورها

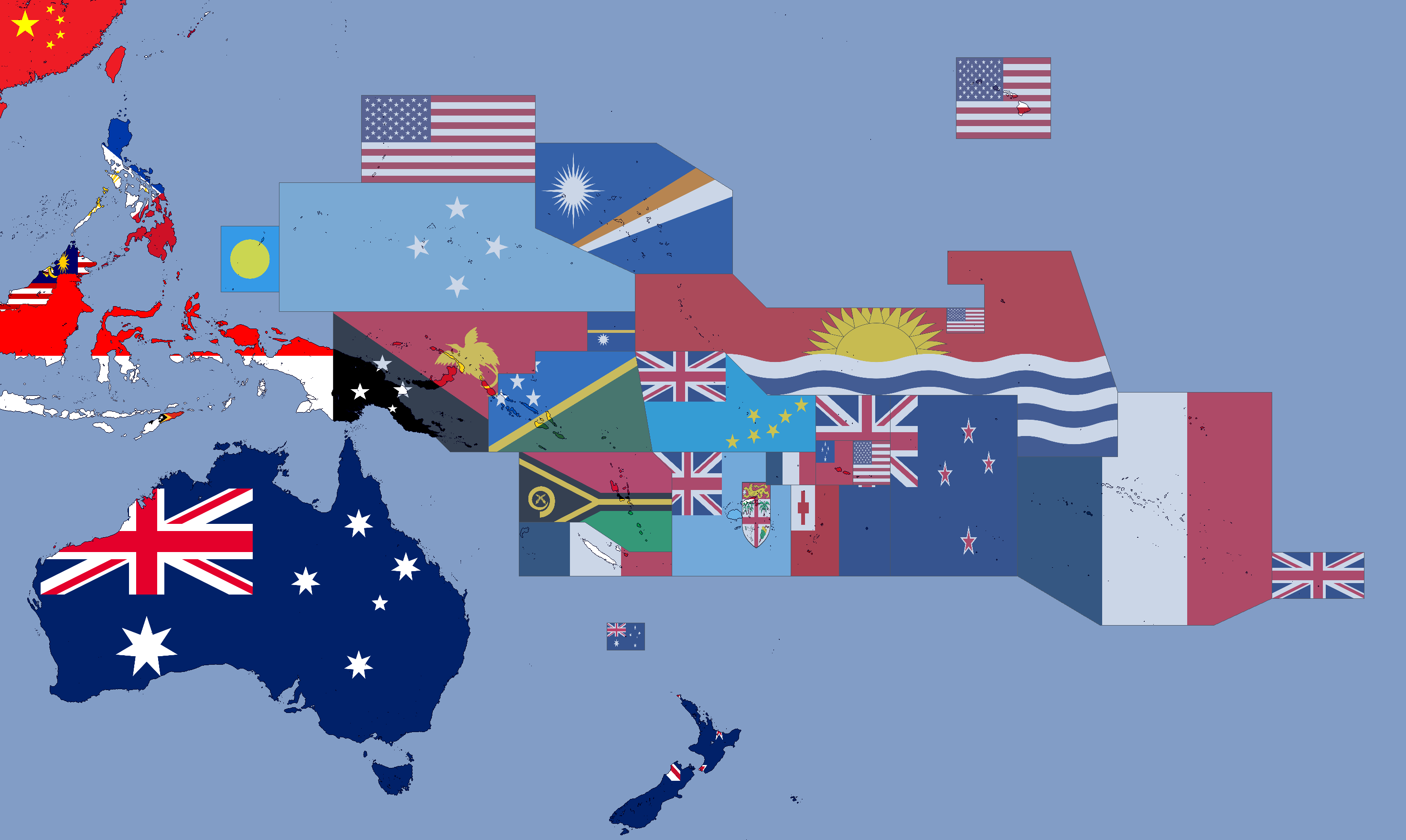
نقشه و پرچم کشورهای اقیانوسیه

| - استرالیا ملانزی - تیمور شرقی (بخشی از آن) - فیجی - اندونزی(بخشی از آن) - کالدونیای جدید - پاپوآ گینه نو - جزایر سلیمان - وانواتو | میکرونزی - گوام - کیریباتی - جزایر مارشال - مجمع‌الجزایر ماریانای شمالی - ایالات فدرال میکرونزی - نائورو - پالائو | پلی‌نزی - نیوزیلند - ساموآی آمریکا - جزایر کوک - پلی‌نزی فرانسه - نیووی - جزایر پیت‌کرن - ساموآ - توکلائو - تونگا - تووالو - والیس و فوتونا |

پایتخت‌ها:
همه کشورهای این قاره پایتخت دارند به‌جز کشور توکلائو که تنها کشور بدون پایتخت است.

## تاریخ
مسکونی شدن اقیانوسیه توسط انسان با امواج مهاجرتی از سوی جنوب شرق آسیا میسر شد. اولین این امواج، که در دوران پارینه‌سنگی رخ داد، ملانزی و استرالیا را مسکونی کرد. (این مهاجران به دلیل پایین بودن سطح دریا در دوران پارینه‌سنگی به راحتی می‌توانستند به ملانزی و استرالیا برسند. امواج بعدی از مردمان که در دوران باستان از دریاها گذشتند، در میکرونزی و پلی‌نزی نشیمن گزیدند. مردم بومی ملانزی و استرالیا کاملاً تیره‌پوست هستند، در حالی که مردمان میکرونزی و پلی‌نزی عموماً رنگ روشن‌تری دارند. نام هر منطقه جزیره‌ای توصیفی است که غربی‌ها از شرایط آن‌ها داشته‌اند: «نِزی» مشتق از واژه یونانی «ندوس» به معنای جزیره است. پیشوند یونانی «مِلا-» به معنای «تیره» است که به رنگ پوست ساکنان ملانزی اشاره دارد. «میکرو-» به معنای «کوچک» است، زیرا جزایر میکرونزی بسیار کوچک هستند؛ و «پُلی-» به معنای «بسیار» است، زیرا شمار جزایر پلی‌نزی بسیار زیاد است. بنابر این ترجمه تحت‌اللفظی نام ملانزی، میکرونزی و پلی‌نزی به ترتیب «سیاه‌جزایر، خُردجزایر و پُرجزایر» خواهد بود.
استرالزی
بومیان استرالیا ساکنان اصلی قاره استرالیا و جزایر مجاور هستند که حدود ۷۰۰۰۰ سال پیش از آفریقا به آسیا مهاجرت کردند و حدود ۵۰۰۰۰ سال پیش به استرالیا رسیدند. باور بر این است که آن‌ها از اولین مهاجرت‌های انسانی به بیرون از آفریقا بوده‌اند. اگرچه آن‌ها احتمالاً از طریق آسیای جنوب شرقی به استرالیا مهاجرت کرده‌اند، اما به وضوح با هیچ جمعیت شناخته شده آسیایی یا پلی‌نزی مرتبط نیستند. شواهدی مبنی بر تبادل ژنتیکی و زبانی بین استرالیایی‌های بومی در منتهی‌الیه شمال استرالیا و مردمان آسترونزیایی گینه نو و جزایر آن وجود دارد، اما این ممکن است نتیجه دادوستد و ازدواج‌های پسین‌تر باشد.
بومیان استرالیا تقریباً ۴۰۰۰۰ سال پیش با مهاجرت از طریق یک پل خشکی از سرزمین اصلی آسیا که در آخرین عصر یخبندان وجود داشت، به تاسمانی رسیدند. باور بر این است که نخستین مهاجرت اولیه انسانی به استرالیا زمانی انجام شد که این خشکی بخشی از قاره ساهول را تشکیل می‌داد و از طریق یک گذرگاه زمینی به جزیره گینه نو متصل می‌شد.
جزیره‌نشینان تنگه تورس بومی جزیره‌های تنگه تورس هستند که در شمالی‌ترین نوک کوئینزلند در نزدیکی پاپوآ گینه نو قرار دارند. قدیمی‌ترین بقایای قطعی انسانی که در استرالیا یافت شد مربوط به بقایای دریاچه مونگو است که قدمت آن در حدود ۴۰۰۰۰ سال تاریخ‌گذاری شده است.
ملانزی 
ساکنان اولیه گروهی از جزایر که اکنون ملانزی نامیده می‌شوند، احتمالاً نیاکان مردم پاپوآیی‌زبان امروزی بوده‌اند. به نظر می‌رسد که آنها با مهاجرت از آسیای جنوب شرقی، این جزایر را به سمت شرق تا جزایر اصلی مجمع‌الجزایر سلیمان، از جمله ماکیرا و احتمالاً جزایر کوچکتر دوردست‌تر در شرق، اشغال کرده‌اند.
به‌ویژه در امتداد سواحل شمالی گینه نو و در جزایر شمال و شرق گینه نو، مردم آسترونزی که بیش از ۳۰۰۰ سال پیش به این منطقه مهاجرت کرده بودند، با جمعیت‌های از قبل موجود از مردمان پاپوآیی‌زبان در تماس قرار گرفتند. در اواخر سده بیستم، برخی از پژوهشگران یک دوره طولانی تعامل را محتمل دانستند که منجر به تغییرات پیچیده زیادی در ژنتیک، زبان و فرهنگ در میان مردم این نواحی شد.
میکرونزی 
همچنین نگاه کنید به: تاریخ ایالات فدرال میکرونزی
مسکونی شدن میکرونزی چندین هزار سال پیش آغاز شد، اگرچه چند نظریه رقیب در مورد خاستگاه و ورود اولین مهاجران وجود دارد. مشکلات متعددی برای انجام کاوش‌های باستان‌شناسی در جزایر به دلیل اندازه، الگوهای استقرار و آسیب طوفان وجود دارد. در نتیجه، شواهد بیشتر مبتنی بر تحلیل زبانی است.
قدیمی‌ترین آثار تمدن در جزیره سایپان یافت شده است که دیرینگی آن به ۱۵۰۰ سال قبل از میلاد مسیح یا کمی پیشتر از آن می‌رسد. اجداد میکرونزی‌ها بیش از ۴۰۰۰ سال پیش در آنجا ساکن شدند. یک سیستم غیرمتمرکز مبتنی بر رؤسای قبایل در نهایت به یک فرهنگ اقتصادی و مذهبی متمرکزتر با محوریت یاپ و پوهنپی تبدیل شد. دوران پیش از تاریخ بسیاری از جزایر میکرونزی مانند یاپ به خوبی شناخته نشده است.
ساکنان اولیه جزایر ماریانای شمالی در دوران باستان با قایق‌های خود به این جزایر رسیدند و آن را در دوره ای بین ۴۰۰۰ قبل از میلاد تا ۲۰۰۰ قبل از میلاد از جنوب شرق آسیا کشف کردند. آن‌ها به نام چاموروها معروف شدند.
پلی‌نزی 
ردیابی زبان‌های پلی‌نزی منشأ ماقبل تاریخ آنها را در مجمع‌الجزایر مالای و در نهایت در تایوان قرار می‌دهد. بین حدود ۳۰۰۰ تا ۱۰۰۰ سال قبل از میلاد، گویشوران زبان‌های آسترونزی از تایوان به جزایر جنوب شرقی آسیا گسترش یافتند.
در سال ۱۵۰۰ قبل از میلاد، این مسافران شروع به حرکت به سمت شرق، فراتر از گینه نو، ابتدا در امتداد زنجیره جزیره سلیمان و سپس به مجمع الجزایر بنک و وانواتو کردند. از آنجایی که فاصله بین جزایر از ده‌ها کیلومتر در لبه اقیانوس آرام غربی به صدها کیلومتر در مسیر پلی‌نزی، و سپس به هزاران کیلومتر در مورد سفرهای دریایی به گوشه‌های دور مثلث پلی‌نزی افزایش یافت، این کاوشگران اقیانوس‌پیما قایق‌های دوبدنه بزرگی را توسعه دادند که قادر به حمل افراد بیشتر و همچنین تمام آذوقه‌ها، حیوانات اهلی و نیازمندی‌های اولیه آن‌ها برای کشاورزی بود.
با طولانی‌تر شدن سفرها، آنها یک روش ناوبری بسیار پیچیده بر اساس مشاهدات ستارگان، موج‌های اقیانوس‌ها، الگوهای پرواز پرندگان و سایر علائم طبیعی ایجاد کردند تا راه خود را بر روی اقیانوس باز پیدا کنند.
شواهد باستان‌شناسی نشان می‌دهد که این کاوشگران به سمت شرق به سمت گروه‌های جزیره‌ای کوک، سوسایتی و مارکزاس حرکت کردند و از آنجا هزاران مایل از اقیانوس باز را گذراندند تا سرانجام به جزایر هاوایی در شمال، جزیره ایستر در جنوب شرقی و نیو رسیدند. کشف نیوزیلند در جنوب غربی، حدود سال ۱۰۰۰ پس از میلاد، منطقه‌ای را که ما امروزه به عنوان مثلث پلی‌نزی می‌شناسیم، تکمیل کرد.
جزایر پلی‌نزی اگرچه کوچک‌اند و هزاران کیلومتر از هم فاصله دارند، اما محیط‌های مشابهی دارند و افرادی با میراث فرهنگی مشترک در آن‌ها ساکن شده‌اند. جزایر فیجی و تونگا در غربی پلی‌نزی تقریباً ۳۰۰۰ سال پیش مسکونی شدند، در حالی که نیوزلند در سال ۱۲۰۰ بعد از میلاد توسط نیاکان مائوری‌ها کشف و مسکونی شد.

### ورود اروپایی‌ها
اروپایی‌ها به تدریج اقیانوسیه را در عصر جدید اولیه و عصر امروزی کاوش کردند. پرکارترین کاوشگر منطقه جیمز کوک بود که از دستاوردهای بسیار او می‌توان به اولین سفر بزرگش به استرالیا اشاره کرد. به‌تدریج بیشتر این جزایر به عنوان مستعمره توسط کشورهای اروپایی و ایالات متحده تصرف شدند. گروه‌هایی از جمعیت‌های بومی به دلیل بیماری‌های اروپایی از بین رفتند و بسیاری از بومیان مجبور به بردگی شدند.
اقیانوسیه از صحنه‌های اصلی جنگ جهانی دوم بود و در آن، متفقین برای کنترل اقیانوس آرام با ژاپنی‌ها جنگیدند. در دوره بین جنگ جهانی دوم تا ۱۹۸۰ میلادی (عصر استعمارزدایی)، اکثر مستعمرات به استقلال دست یافتند. امروزه جزایر اقیانوسیه در بیش از ده کشور گروه‌بندی شده‌اند.

## آب و هوا
جزایر اقیانوس آرام دارای جنگل‌های بارانی استوایی و آب و هوای گرمسیری گرم‌دشتی (ساوانا) هستند. در بخش‌های گرمسیری و نیمه‌گرمسیری اقیانوس آرام، پدیده ال نینو بر شرایط آب و هوایی تأثیر می‌گذارد. در غرب اقیانوس آرام، بادهای موسمی و فصل مرطوب مرتبط با آن در طول ماه‌های تابستان با بادهای خشک زمستانی که در سراسر اقیانوس از خشکی آسیا می‌وزند، در تضاد قرار می‌گیرند.
استرالیای مرکزی آب و هوای بیابانی واقعی دارد و در صحرای استرالیا در تابستان دمای هوا می‌تواند بسیار بالا باشد. در زمستان، می‌تواند به‌طور قابل توجهی در شب خنک شود. در اینجا کمتر از ۲۵۰ میلی‌متر در سال باران می‌بارد و فصل خشک بیش از هشت ماه طول می‌کشد. شمال نیو ساوت ولز و جنوب کوئینزلند در استرالیا دارای آب و هوای نیمه‌گرمسیری با آب و هوای مطبوع در تمام طول سال است، اگرچه در تابستان می‌تواند کاملاً گرم باشد. شهرهای بزرگی مانند سیدنی، پرث و آدلاید دارای آب و هوای مدیترانه‌ای با تابستان‌های گرم و زمستان‌های معتدل هستند. ویکتوریا و تاسمانی در جنوب دارای آب و هوای معتدل هستند و زمستان با بارش برف در مناطق مرتفع می‌تواند بسیار سرد شوند. بقیه سال آفتابی و گرم با احتمال موج گرما در ویکتوریا است.
بیشتر مناطق نیوزلند متعلق به منطقه معتدل با آب و هوای دریایی است. شرایط از بسیار مرطوب در ساحل غربی جزیره جنوبی تا تقریباً نیمه‌خشک در مرکز اوتاگو و نیمه گرمسیری در شمال شرقی متغیر است. برف در جزیره جنوبی نیوزلند و در ارتفاعات بالاتر در جزیره شمالی می‌بارد. بارش برف در سطح دریا در جزیره شمالی بسیار نادر است.
هاوایی بسته به عرض جغرافیایی و نوع ناهمواری‌ها آب و هوای متفاوتی دارد. برای نمونه، جزیره هاوایی میزبان ۴ گروه از ۵ گروه آب و هوایی در یک منطقه نسبتاً کوچک است: گرمسیری، خشک، معتدل و قطبی. بالاترین دمای ثبت‌شده در اقیانوسیه در اودناداتا، استرالیای جنوبی (۲ ژانویه ۱۹۶۰) رخ داد، جایی که دما به ۵۰٫۷ درجه سانتی‌گراد رسید. پایین‌ترین دمای ثبت‌شده در اقیانوسیه ۲۵٫۶- درجه سانتی‌گراد در رانفورلی در اوتاگو در سال ۱۹۰۳ بود. پوهنپی از جزایر سنیاوین در میکرونزی مرطوب‌ترین سکونتگاه اقیانوسیه و در مناطق کوهستانی خاص، با بارندگی سالانه بیش از ۷۶۰۰ میلی‌متر در سال، یکی از مرطوب‌ترین مکان‌های روی زمین است. بیگ باگ در جزیره مائویی با میانگین ۱۰۲۷۱ میلی‌متر در سال از مرطوب‌ترین مکان‌های جهان است.

## گیاهان و جانوران

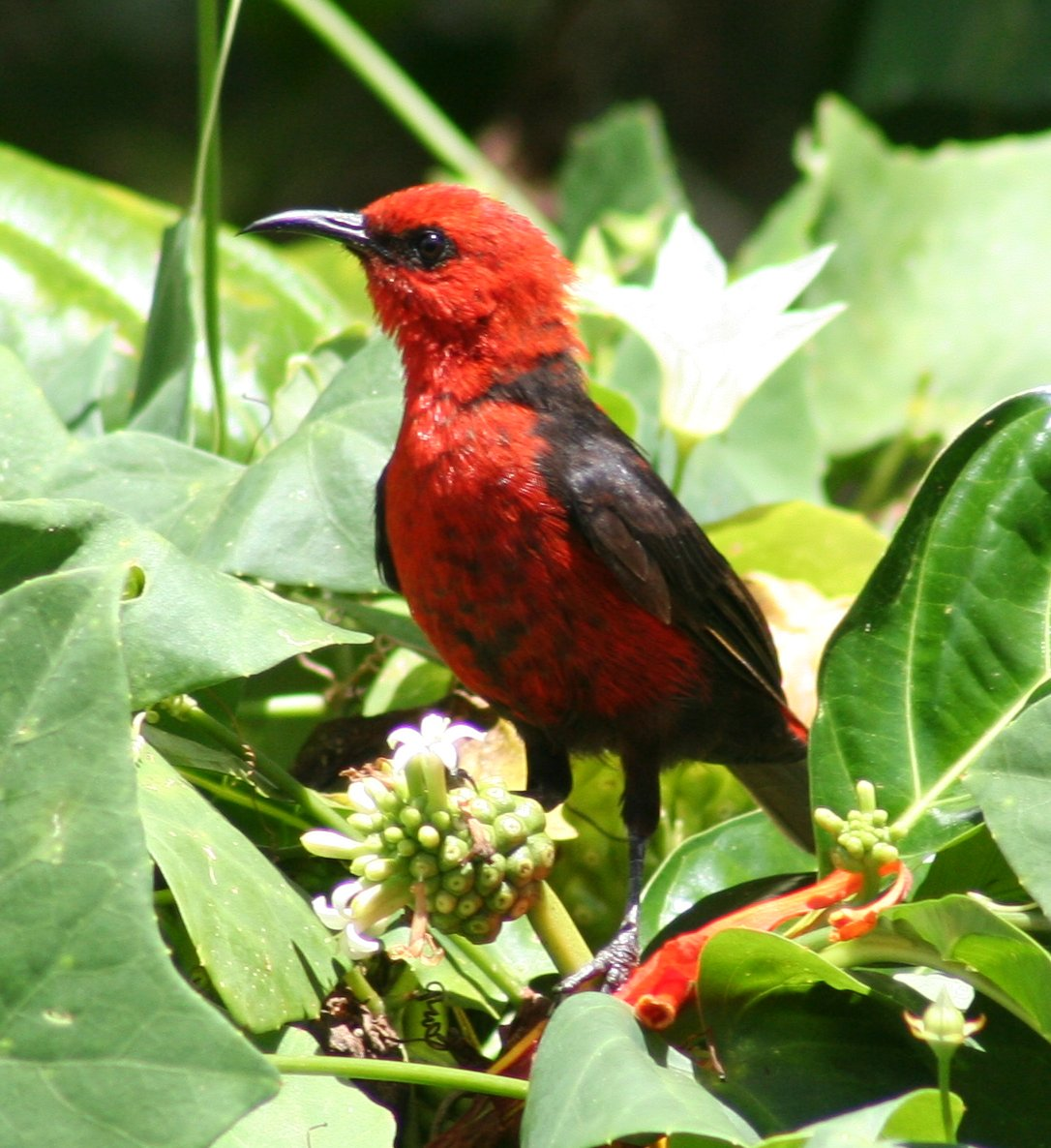
یک گونه پرنده ویژه جزایر ماریانا در اقیانوسیه

از آنجایی که استرالیا و اقیانوسیه بسیار جدا از سایر نقاط جهان قرار دارند، شمار زیادی گونه‌های بومی یا گونه‌هایی دارند که در هیچ جای دیگر روی زمین یافت نمی‌شوند. پرندگان دانه‌های میوه‌ها و گیاهان را حمل می‌کردند و آنها را با فضولات خود بین جزایر پراکنده می‌کردند. سرخس‌ها، خزه‌ها و برخی از گیاهان گلدار در این نواحی به هاگ‌ها یا دانه‌هایی بستگی دارند که می‌توانند برای فواصل طولانی در هوا بمانند.
نخل‌های نارگیل و درختان حرا، که در سراسر استرالیا و اقیانوسیه رایج‌اند، دانه‌هایی تولید می‌کنند که می‌توانند هفته‌ها روی آب نمک شناور بمانند. گیاهان گلدار مهم بومی استرالیا و اقیانوسیه عبارتند از اکالیپتوس، انجیر بنگالی، تلخ‌بیان، درخت نورا، ختمی و درخت آهن.
گونه‌ها و تعداد پرندگان در استرالیا و اقیانوسیه زیاد است زیرا آن‌ها از معدود جاندارانی هستند که می‌توانند از جزیره‌ای به جزیره دیگر حرکت می‌کنند. بیش از ۱۱۰ گونه پرنده بومی در استرالیا و اقیانوسیه وجود دارد که بسیاری از آنها پرندگان دریایی هستند. بسیاری از پرندگان بی‌پرواز، مانند شترمرغ استرالیایی، شترمرغ شاخدار، کیوی، مرغ بیشه و طاووسک جزیره جنوبی بومی استرالیا، پاپوآ گینه نو و نیوزلند هستند.
جزایر اقیانوس آرام دارای بیش از ۲۵ گونه مرغ بهشت هستند که پرهای رنگارنگی دارند. مارمولک‌ها و خفاش‌ها اکثریت جانوران بومی زمینی در استرالیا و اقیانوسیه را تشکیل می‌دهند. برخی از گونه‌های مارمولک عبارتند از گوآنا، سقنقور و اژدهای ریش‌دار مرکزی.
تعداد کمی از حیوانات بومی در استرالیا و اقیانوسیه غیرعادی هستند. استرالیا و اقیانوسیه تنها جایی در جهان است که پستاندارانی در آن زندگی می‌کنند که تخم می‌گذارند. تنها پنج گونه زنده وجود دارد، از جمله مورچه‌خورک و نوک‌اردکی. بسیاری از مشهورترین حیوانات بومی استرالیا و اقیانوسیه در زمره کیسه‌داران هستند، از جمله کوالا، کانگورو و والابی. کیسه‌داران پستاندارانی هستند که نوزادان تازه متولد شده خود را در یک کیسه حمل می‌کنند. نزدیک به ۷۰ درصد از کیسه‌داران روی زمین بومی اقیانوسیه هستند. بقیه بومی قاره آمریکا هستند. در استرالیا و اقیانوسیه، کیسه‌داران با تهدید یا رقابتی از جانب شکارچیان بزرگ روبه‌رو نبودند. کانگورو قرمز، بزرگ‌ترین کیسه‌دار جهان، می‌تواند تا ۲ متر ارتفاع و تا ۱۰۰ کیلوگرم وزن داشته باشد. در آمریکا، جانوران کیسه‌دار، مانند صاریغ، بسیار کوچکتر هستند.

## زبان‌ها
زبان‌های بومی اقیانوسیه به سه گروه جغرافیایی عمده تقسیم می‌شوند:
- خانواده بزرگ زبان‌های آسترونزیایی، با زبان‌هایی مانند مالایی (اندونزیایی)، و زبان‌های اقیانوسیه‌ای مانند زبان کیریباسی، زبان فیجیایی، زبان مائوری یا زبان هاوایی
- زبان‌های بومی استرالیا، از جمله خانواده بزرگ زبان‌های پاما-نیونگایی
- زبان‌های پاپوآیی گینه نو و جزایر مجاور، از جمله خانواده بزرگزبان‌های فرا-گینه نو

زبان‌های استعماری عبارتند از انگلیسی در استرالیا، نیوزیلند، هاوایی، و بسیاری از مناطق دیگر. فرانسوی در کالدونیای جدید، پلی‌نزی فرانسه، والیس و فوتونا و وانواتو، ژاپنی در جزایر اوگاساوارا (بونین)، اسپانیایی در مجمع‌الجزایر گالاپاگوس و جزیره ایستر.
کریول‌هایی نیز وجود دارند که از تعامل مالایی یا زبان‌های استعماری با زبان‌های بومی پدید آمده‌اند. شماری از این زبان‌های آمیخته عبارتند از توک پیسین، بیسلاما، چاباکانو، زبان‌های مختلف تجاری و کریول مالایی، پیجین هاوایی، زبان نورفکی و زبان پیت‌کرنی. تماس بین آسترونزی‌ها و پاپوآیی‌ها منجر به موارد متعددی زبان‌های ترکیبی مانند مایسین شده است.
مهاجران تازه نیز زبان‌های خود را به منطقه آورده‌اند، مانند ماندارین، هندی، ایتالیایی، عربی، پرتغالی، لهستانی، آلمانی، اسپانیایی، روسی، کره‌ای، کانتونی و یونانی، از جمله در استرالیا و نیوزلند، یا هندی فیجی در فیجی.

## دین‌ها
دین غالب در اقیانوسیه مسیحیت (۷۳٪) است. یک نظرسنجی در سال ۲۰۱۱ نشان داد که ۹۲٪ در ملانزی، ۹۳٪ در میکرونزی و ۹۶٪ در پلی‌نزی خود را مسیحی توصیف کردند. کیش‌های روح‌باورانه نیز در میان قبایل سنتی جزایر رواج دارد. به باور این کیش‌ها، روح‌های پلیدی وجود دارند که مردم را مسموم می‌کنند و باعث بدبختی و مرگ می‌شوند.
در سرشماری‌های تازه در استرالیا و نیوزیلند بخش بزرگی از جمعیت، خود را بدون دین معرفی کرده است که گرایش‌های آنان در دسته‌هایی مانند انسان‌گرایی، بی‌خدایی، ندانم‌گرایی و خردگرایی جای می‌گیرد. در سرشماری سال ۲۰۱۸، ۳۷٪ از نیوزلندی‌ها به مسیحیت اعتقاد داشتند و ۴۸٪ اعلام کردند که دین ندارند. در سرشماری سال ۲۰۱۶، ۵۲٪ از جمعیت استرالیا خود را مسیحی و ۳۰٪ «بدون دین» اعلام کردند. در تونگا زندگی روزانه به شدت زیر تأثیر سنت‌های پلی‌نزیایی و آیین مسیح قرار دارد.
مسجد احمدیه در جزایر مارشال تنها مسجد در محدوده میکرونزی است. یکی مسجد دیگر در تووالو متعلق به همین فرقه است. مشرق‌الاذکار بهاییان در تیاپاپاتای ساموآ یکی از هفت بنای اصلی دینی بهایی در جهان است.
از دیگر ادیان این منطقه می‌توان به بودیسم و هندوئیسم اشاره کرد که شماری از آن‌ها در استرالیا و نیوزلند زندگی می‌کنند. پیروان یهودیت، آیین سیک و جینیسم نیز حضور دارند. سر آیزاک آیزاکس اولین فرماندار استرالیایی متولد استرالیا و اولین نماینده نایب سلطنتی یهودی در امپراتوری بریتانیا بود.
جنبش شاهزاده فیلیپ در اطراف روستای یاونانن در جزیره تانا در جنوب وانواتو پیروانی دارد.

## گردشگری
گردشگران بیشتر از ژاپن، بریتانیا و ایالات متحده می‌آیند. فیجی در حال حاضر سالانه تقریباً نیم میلیون گردشگر را جذب می‌کند که بیش از یک چهارم آن‌ها از استرالیا می‌آیند. این از سال ۱۹۹۵ تاکنون ۱ میلیارد دلار یا بیشتر به اقتصاد فیجی کمک کرده است، اما دولت فیجی به دلیل اقتصاد نامرئی در صنعت گردشگری احتمالاً این ارقام را دست کم می‌گیرد.
وانواتو به عنوان یکی از بهترین مقاصد تعطیلات برای غواصانی شناخته می‌شود که مایل به کشف صخره‌های مرجانی در منطقه اقیانوس آرام جنوبی هستند. وانواتو محل ساخت چندین برنامه تلویزیونی واقع‌نما، ازجمله سریال استرالیایی بازمانده بوده که این به ترویج گردشگری آن کمک کرده است.
گردشگری در استرالیا جزء مهمی از اقتصاد آن کشور است. در سال مالی ۲۰۱۴/۱۵، گردشگری ۳٪ از تولید ناخالص داخلی استرالیا را تشکیل می‌داد که ۴۷٫۵ میلیارد دلار استرالیا به اقتصاد ملی کمک کرد. در سال ۲۰۱۵، ۷٫۴ میلیون بازدیدکننده به این کشور وارد شدند. دیدنی‌های محبوب استرالیا شامل بندرگاه سیدنی (تالار اپرای سیدنی، پل بندرگاه سیدنی، باغ گیاه‌شناسی سلطنتی و غیره), گلد کوست و شهر بازی آن، ساختمان نمایشگاه سلطنتی در ملبورن، سد بزرگ مرجانی در کوئینزلند، دوازده حواری در ویکتوریا و اولورو (کوه آیرس) در صحرای استرالیا است.
گردشگری در نیوزیلند ۷٫۳ میلیارد دلار نیوزیلند (یا ۴ درصد) از تولید ناخالص داخلی این کشور در سال ۲۰۱۳ بوده و همچنین به‌طور مستقیم از ۱۱۰۸۰۰ شغل تمام‌وقت (تقریباً ۶ درصد از نیروی کار نیوزیلند) را پشتیبانی می‌کند. هزینه‌های توریستی بین‌المللی ۱۶ درصد از درآمد صادراتی نیوزیلند (نزدیک به ۱۰ میلیارد دلار نیوزیلند) را تشکیل می‌دهد. گردشگری بین‌المللی و داخلی هر سال در مجموع ۲۴ میلیارد دلار نیوزیلند به اقتصاد نیوزلند کمک می‌کند. تنگه میلفورد در جزیره جنوبی مشهورترین مقصد گردشگری نیوزیلند است.
تنها در سال ۲۰۰۳، طبق داده‌های دولت ایالتی، بیش از ۶٫۴ میلیون بازدیدکننده به جزایر هاوایی با هزینه‌های بیش از ۱۰٫۶ میلیارد دلار سفر کردند. به دلیل آب و هوای معتدل در طول سال، سفرهای گردشی به این جزیره در سراسر سال محبوبیت زیادی دارد. در سال ۲۰۱۱، هاوایی شاهد افزایش ورود و سهم گردشگران خارجی از کانادا، استرالیا و چین به ترتیب ۱۳، ۲۴ و ۲۱ درصد نسبت به سال قبل خود بود.

## هنر

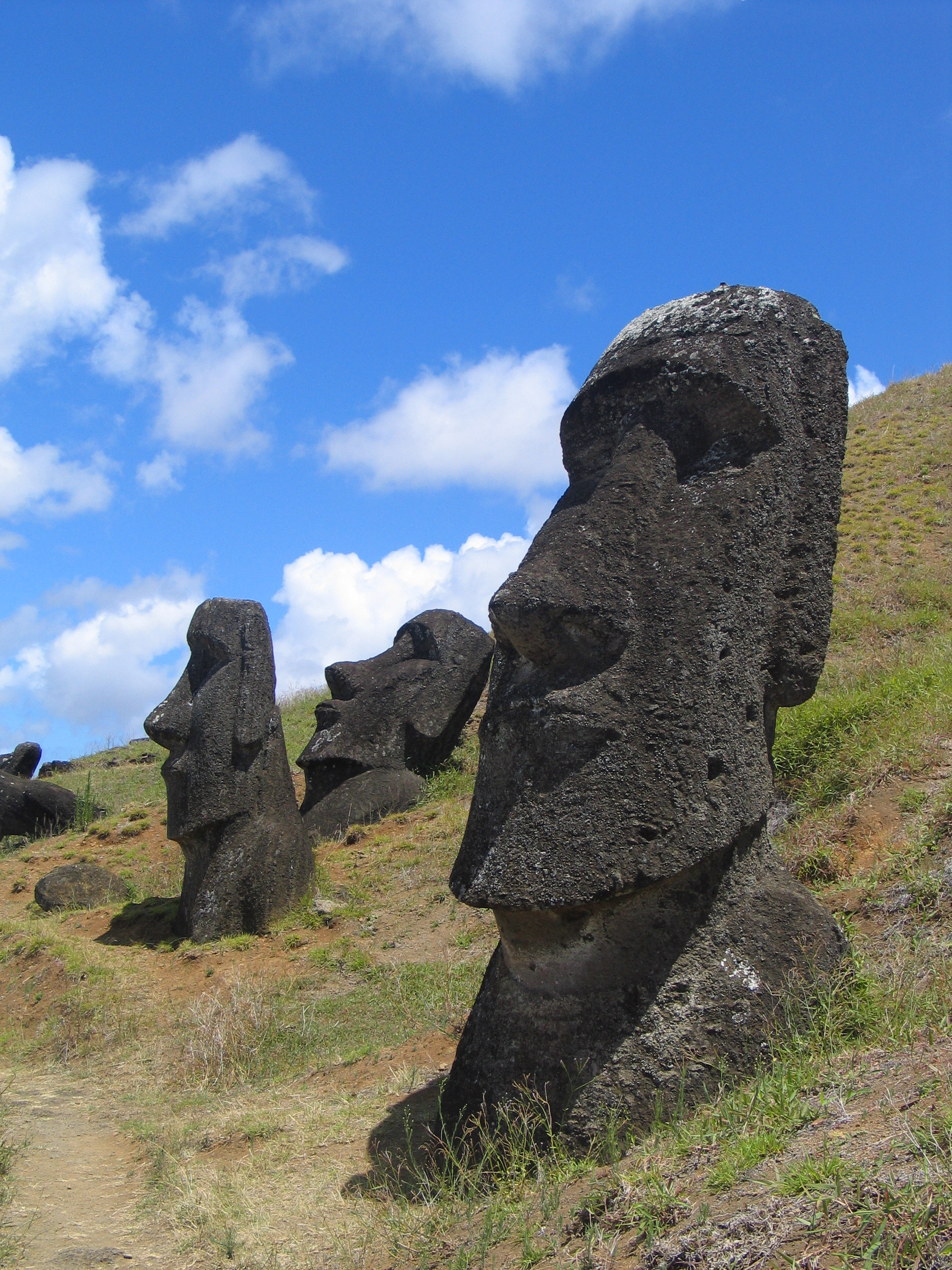
مرتبط

هنر سنگ‌نگاره، خال‌کوبی، نقاشی، کنده‌کاری روی چوب و بافندگی از اشکال هنری رایج در جوامع بومی اقیانوسیه است. مردمان اولیه اقیانوسیه فاقد خط و نوشتار بودند و آثاری را بر روی مواد تجزیه‌شدنی می‌ساختند، بنابراین اسناد کمی از آن‌ها از این زمان وجود دارد. هنر صخره‌ای بومی استرالیا قدیمی‌ترین و غنی‌ترین سنت ناگسسته هنر در جهان است که قدمت آن به ۶۰ هزار سال پیش می‌رسد و در صدها هزار مکان ثبت شده است. این نقاشی‌های سنگی چندین کارکرد داشتند. برخی برای «جادو» استفاده می‌شدند، برخی دیگر با آرزوی افزایش جمعیت حیوانات برای شکار، و برخی نیز صرفاً برای سرگرمی نگاشته می‌شدند.
مجسمه‌سازی در اقیانوسیه برای اولین بار در گینه نو به شکل مجموعه‌ای از تندیس‌های سنگی که در سراسر جزیره، به‌ویژه در کوه‌ها، یافت می‌شود، نمود پیدا کرده است. یافتن یک چارچوب زمانی برای این قطعات در بیشتر موارد دشوار است، اما تاریخ یکی از آن‌ها به ۱۵۰۰ سال قبل از میلاد می‌رسد. تا سال ۱۵۰۰ قبل از میلاد، فرهنگ لاپیتا، نوادگان موج دوم مهاجرت، شروع به گسترش در جزایر دورتر کرد. تقریباً در همان زمان، هنر در گینه نو ظاهر شد، از جمله اولین نمونه‌های مجسمه‌سازی در اقیانوسیه. از حدود سال ۱۱۰۰ بعد از میلاد، مردم جزیره ایستر ساخت نزدیک به ۹۰۰ موآی (مجسمه سنگی بزرگ) را آغاز کردند. در حدود سال ۱۲۰۰ پس از میلاد، مردم پوهنپی، جزیره‌ای در میکرونزی، دست به ساخت سازه‌های سنگی بزرگ دیگری زدند و نان مدال، شهری از جزایر مصنوعی و شبکه‌ای از کانال‌ها، را ساختند. هنر هاوایی شامل کنده‌کاری روی چوب، کار با پَر، سنگ‌نگاره، پارچه پوست درخت (که در هاوایی کاپا و در جاهای دیگر اقیانوس آرام تاپا نامیده می‌شود) و خالکوبی است. بومیان هاوایی نه فلز داشتند و نه پارچه‌های بافته‌شده.